# Synagogue de Heppenheim (1900-1938)
 (juillet 2025).
La synagogue de Heppenheim, inaugurée en 1900, a été détruite en 1938 lors de la Nuit de Cristal comme la plupart des autres lieux de culte juif en Allemagne.
Heppenheim est une ville allemande, chef-lieu de l'arrondissement de la Bergstraße (Route de la montagne), dans le district de Darmstadt, au sud du Land de Hesse, à environ vingt-cinq kilomètres au nord-est de Mannheim et à 20 km à l'est de Worms. Elle compte actuellement un peu plus de 25 000 habitants.

## Histoire de la communauté juive

### Avant l'arrivée du nazisme
Des Juifs vivent à Heppenheim dès le Moyen Âge, mais on ignore s'ils formaient alors une communauté avec ses propres installations. De 1232 à 1803, la ville fait partie de l'archevêché de Mayence, à l'exception de la période de 1461 à 1623, où elle est une des neuf villes de la région de Mayence données en gage aux comtes palatins du Rhin. En 1333, le Juif Jacob de Heppenheim est enregistré dans les livres du tribunal de Francfort-sur-le-Main pour une affaire de prêt. En 1336, les Juifs de Weinheim, Heppenheim et Bensheim ont l'interdiction de quitter leur lieu de résidence sans l'autorisation de l'archevêque.
Lors de l'épidémie de peste noire en 1348-1349, les Juifs de Heppenheim sont persécutés comme dans de nombreuses villes germaniques, et toute vie juive disparait à Heppenheim. Ce n'est que dans la seconde moitié du XIVe siècle et au début du XVe siècle que des Juifs se réinstallent en ville. Mais en 1429, l'archevêque de Mayence, Conrad III de Dhaun, fait arrêter tous les Juifs et confisquer leurs biens. De nouveau, il n'y a plus aucun Juif à Heppenheim.
Il faut attendre le milieu du XVIe siècle pour que deux Juifs s'établissent à Heppenheim. En 1700, on compte seulement 10 Juifs en ville. La nouvelle communauté juive ne se reformera que vers le milieu du XVIIe siècle. Aux XVIIIe et XIXe siècles, le nombre d'habitants juifs croit régulièrement: en 1806, il y a 56 Juifs pour 3 190 habitants, soit 1,7 pour cent de la population totale; en 1828, 77 Juifs pour 3 654 habitants, soit 2,1 pour cent ; en 1861, 119 Juifs pour 4 625 habitants soit 2,7 pour cent ; en 1890, 148 Juifs pour 5 293 habitants, soit 2,8 pour cent ; en 1900, 111 Juifs, soit environ 40 familles, pour 5 779 habitants soit 1,9 pour cent et en 1910, 115 Juifs pour 7 033 habitants soit 1,6 pour cent de la population totale. À partir des années 1890, la population juive à Heppenheim diminue nettement en raison de départs vers les grandes villes allemandes ou d'émigration à l'étranger.
Jusqu'au milieu du XIXe siècle, les familles juives de Heppenheim vivent principalement du commerce du bétail et de produits agricoles. Dans la seconde moitié du XIXe siècle, plusieurs d'entre elles ouvrent des magasins ou des entreprises dont certains auront une importance significative dans l'économie de la ville. En 1856, les frères Morgenthau de Mannheim ouvrent un bureau de tabac. En 1900, on compte un magasin de produits manufacturés avec l'établissement bancaire de Wilhelm Wolf Mainzer, un médecin, une épicerie deux boucheries juives ainsi que plusieurs commerces de bovins, de farine et de céréales, et un grossiste en vin.
À la fin du XIXe siècle, la communauté juive semble bien intégrée mais s'effraie quand même de ce qui se passe alors au Reichstag. Le magazine Der Israelit en 1891 note les bonnes relations entre Juifs et Chrétiens à Heppenheim, en rapportant la cérémonie organisée après le mariage du professeur Oppenheimer, par ses collègues chrétiens: 
« En ces temps mouvementés, où les extrémistes antisémites ne dédaignent aucun moyen, et même s'ils sont abjects, pour troubler la paix confessionnelle, il est doublement agréable de remarquer comment des gens de pensée et d'action honnêtes, expriment clairement leur dégoût de ces doctrines de scélérats. Malgré les succès remportés dans notre cher Land de Hesse, par les députés du Reichstag Pickenbach (de) et Zimmermann, le bon sens des habitants de notre ville n'a pas fait naufrage. »
. 
La communauté juive possède une synagogue, une école religieuse, un Mikvé (bain rituel). Les morts sont enterrés au cimetière juif d'Alsbach. L'enseignant est en même temps Hazzan (chantre) et Shohet (abatteur rituel). La communauté est rattachée au rabbinat orthodoxe de Darmstadt.
Pendant la Première Guerre mondiale, la communauté juive perd deux de ses membres, tués au champ d'honneur.
En 1925, la communauté juive compte 124 personnes sur un total de 7 693 habitants, soit 1,6 pour cent de la population. Ses dirigeants sont M. Sundheimer, Josef Frank et Alex Goldschmidt; depuis 1908, l'enseignant, Hazzan et Shohet est Nathan Friedmann qui le restera jusqu'en 1938. Il donne des cours d'instruction religieuse à vingt élèves, y compris à l'école secondaire de Heppenheim. En 1932, le président de la communauté est le Dr Frank. L'association féminine Frauenbund est engagée dans l'aide sociale aux plus démunis.

### La période nazie
Après l'arrivée des nazis au pouvoir en 1933, une partie de la population juive, qui compte encore 113 personnes à cette date, quitte la ville pour se réfugier dans les grandes villes allemandes ou pour émigrer à l'étranger, en raison des brimades, du boycott des entreprises juives et de la privation de leurs droits civils.
Lors de la nuit de Cristal en novembre 1938, la synagogue est incendiée et un pogrom violent se déchaine: 200 à 300 personnes se répandent dans la ville, pillent et démolissent les habitations et les commerces encore détenus par des Juifs, entre autres ceux de Bertold Mainzer, de Jakob Mainzer, de Karl David, de Markus Hirsch et de la famille Meier-Sundheimer. En mai 1939, 37 Juifs vivent encore à Heppenheim. En septembre 1942, le dernier Juif de Heppenheim est déporté.  
Le mémorial de Yad Vashem à Jérusalem a identifié 52 victimes juives du nazisme, parmi les personnes nées à Heppenheim ou ayant résidé longtemps dans la ville. En raison de certaines imprécisions des archives pendant la guerre, il se peut que certaines des personnes mentionnées soient en réalité originaires de Heppenheim an der Wiese.
La plaque commémorative déposée à l'emplacement de la synagogue ne cite que 29 personnes.

### Les personnalités juives de Heppenheim
- Martin Buber: né à Vienne en 1878, le philosophe Marin Buber va vivre à Heppenheim avec sa famille de 1916 à 1938. Lors de la nuit de Cristal, sa maison est pillée et les 3 000 livres de sa bibliothèque sont détruits. Il émigre en Palestine en 1938, où il devient professeur de philosophie sociale à l'Université hébraïque de Jérusalem. Il meurt en 1965.
- Leopold, Adolf et Heinrich Hirsch, fils de Baruch Hirsch né en 1840 à Heppenheim: les frères Hirsch fondent à Londres la Banque Hirsch et sont de gros commanditaires de la communauté juive de Heppenheim, dont ils financent la synagogue.
- Dr Ludwig Oberndorf, éditeur en chef du New Yorker Staats-Zeitung (en)  et du New York Herald de 1947 à 1961.

## Histoire de la synagogue
La première synagogue existe depuis 1791, située dans une maison au 3 Bachgasse (ruelle du ruisseau). Des règlements synagogaux, datant de 1859 et de 1892, ont été retrouvés.
Dans le courant du XIXe siècle, le bâtiment de la synagogue s'avère trop petit, si bien que dans les années 1890, il est décidé de construire, de façon urgente, une nouvelle synagogue. Un terrain est acquis en 1896 dans la Heinrichsstraße, une rue nouvellement créée, pour la construction d'une synagogue. Le financement ne pose pas de problèmes, car les frères Hirsch, originaires de Heppenheim et propriétaire d'une banque à Londres vont prendre en charge la quasi-totalité des frais de construction. Les travaux doivent débuter au printemps 1897.
Les frères Hirsch sont aussi de généreux donateurs pour les pauvres de la communauté. Lors d'une de leurs visites pour l'inspection des travaux en juillet 1897, ceux-ci font don à la communauté d'une somme immédiate de 3 000 marks à distribuer aux pauvres, ainsi que d'une rente annuelle de 500 marks.
Le 26 avril 1900, le magazine Der Israelit annonce que la synagogue est presque terminée, et que l'on n'attend plus que la visite des frères Hirsch pour son inauguration.  
La synagogue a été conçue par l'architecte Heinrich Metzendorf (de), de Bensheim, surnommé l'architecte de la Bergstraße et construite entre le printemps 1897 et l'automne 1900. Metzendorf pour construire la synagogue reprend « les formes qui lui convenaient en grande partie en tant qu'architecte de villas de l'époque, ou plutôt qui correspondaient au style de ses maisons de campagne, pour lequel il était par ailleurs reconnu ». « Surtout, l'entrée avec le vestibule ouvert, la tour de l'escalier et l'unique toit à pignon obéissaient à ce style, auquel on pouvait ajouter le changement de matériau de construction, moellon, pierre de taille et crépi.  La partie ouest était suivie de la salle de culte proprement dite, avec une abside semi-circulaire ». Les dimensions de la synagogue étaient de 20 mètres de long, par 10 mètres de large et 17 mètres de haut.   

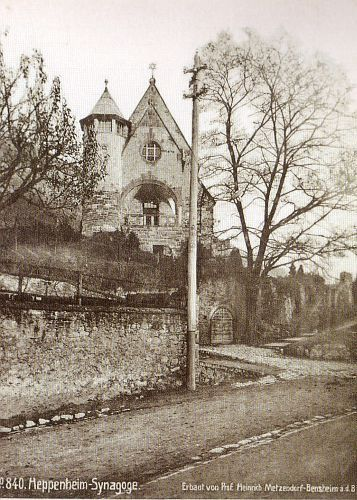
La synagogue au pied du Schlossberg

L'inauguration de la synagogue a lieu le 10 octobre 1900 par le rabbin Dr Marx de Darmstadt et celle-ci est abondamment décrite dans le magazine Der Israelit,:
« Le premier jour de Hol hamoëd, a eu lieu l'inauguration solennelle de la synagogue Hirsch  nouvellement construite. De près et de loin, de nombreuses personnes se sont rassemblées pour la fête. La communauté locale doit le joli bâtiment aux frères Hirsch  de Londres, originaires de Heppenheim, qui étaient personnellement présents. En application de la généreuse volonté de leur père, Baruch Hirsch, de mémoire bénie, ils ont supporté la majorité des coûts des travaux.

Vers 1 heure de l'après-midi, on s'est assemblé pour une dernière fois dans la vieille synagogue. Après la prière de Min'ha officiée par le rabbin provincial Dr Marx de Darmstadt, le sermon d'adieu a été largement applaudi. Puis les rouleaux de Torah ont été sortis avec les chants habituels, et dans une procession majestueuse, entourée de porteuses de guirlandes, ont été portés à la nouvelle synagogue. Le cortège auquel s'étaient joints les autorités locales et le clergé, ainsi que de nombreux rabbins et un grand nombre d'étrangers, passait à travers des rues richement décorées de drapeaux et sous des arcs de triomphe, et dans toute sa splendeur, offrait un spectacle imposant.

Devant la synagogue Hirsch, la porteuse de clef, présente, après lecture d'un poème, la clef à l'architecte Metzendorf. Celui-ci remet le bâtiment à M. Hirsch de Mannheim, qui avait été chargé par les donateurs du suivi de la construction. Ce dernier transmet la clef au président Mainzer qui la reçoit avec des mots de remerciement chaleureux, puis le rabbin provincial ouvre la porte en prononçant les paroles: Pis-chu Scheorim (Ouvrez les portes).
      
Maintenant, l'intérieur magnifique s'offrait à ceux qui rentraient. Puis l'office de consécration commence dans la plus grande dévotion, avec une excellente chorale, assistée par le chantre Bloch. Le rabbin provincial, Dr Marx de Darmstadt, dit la prière pour le prince et ensuite prononce le sermon de consécration. Dans son long discours, il énonce le nom de la maison de prière, les objectifs de celle-ci et explique sa signification. Le sermon magistral se termine par la promesse de la bénédiction céleste pour tous.

La première journée, un repas de fête est offert dans les salles de la Halben Mond et le soir le banquet se déroule dans une ambiance très animée. Le second jour de consécration, des offices de fêtes se succèdent suivis vers midi, d'un défilé en commun dans la ville.

La synagogue Hirsch est construite en style médiéval et se trouve pittoresquement au pied du Schlossberg couronné par le Starkenburg. L'intérieur est joliment meublé et est équipé d'un éclairage électrique, d'un chauffage à air etc., toutes les commodités modernes. »
La synagogue de Heppenheim reste la propriété de la famille Hirsch, qui a pris en charge le coût de la construction. Dans le registre foncier, il est indiqué que le propriétaire est Adolf Hirsch de Londres. Dans un acte de donation, il est expliqué que "..pour l'amour de notre patrie et comme expression perpétuelle de la mémoire de nos parents..", la synagogue devra, après 50 ans, donc en 1947-1950, devenir la propriété de la communauté juive. Une seule condition est imposée, que la communauté juive de Heppenheim continue à dépendre du rabbinat orthodoxe de Darmstadt.
Cette condition ne s'appliquera jamais, car lors de la nuit de Cristal, du 9 au 10 novembre 1938, les membres de la SA incendient la synagogue qui est réduite en cendre. Plus tard, les hommes juifs de Heppenheim seront réquisitionnés pour raser les quelques murs extérieurs encore debout.

## Commémoration

### Mémorial
À l'emplacement de la synagogue détruite en 1938, une plaque, avec le dessin de la synagogue, porte l'inscription: Hier stand die 1900 erbaute und 1938 zerstörte Synagoge (ici s'élevait la synagogue, construite en 1900 et détruite en 1938). Une autre plaque portant le titre: Im Gedenken an die Ermordeten (à la mémoire des assassinés) mentionne le nom de 29 habitants juifs de Heppenheim, assassinés par les nazis,
En février 2010, le propriétaire du terrain où se trouvait la synagogue et où s'élève le mémorial, décide de demander un permis de construire. Le maire et plusieurs associations s'y opposent, afin de conserver tel quel ce mémorial:
« Le petit mémorial sur le Starkenburgweg, qui attire l'attention sur l'ancien site de la synagogue et rappelle la mémoire des personnes déplacées et assassinées de la communauté juive de Heppenheim est en danger. Un petit escalier, une plaque et un petit sanctuaire nous remémorent le chapitre le plus sombre de l'histoire de Heppenheim. Après la tentative échouée de faire passer une voie industrielle sur le terrain de la synagogue au cours du remembrement du Schlossberg (élargissement de la voie ferrée), une demande de permis de construire sur le terrain a été déposée par le propriétaire. Interrogé par Echo-Online, le bourgmestre, Gerhard Herbert (SPD), a confirmé cette demande.

Hebert veut empêcher en tout cas, que le terrain de la synagogue soit construit… A l'hôtel de ville, nous espérons un classement du site. « Une déclaration de classement du site est toujours en suspens » a déclaré Hebert. Il espère et suppose également que les autorités rejetteront la volonté de construire…

Le site est actuellement classé comme terrain propre au jardinage et a donc moins de valeur que du terrain constructible. Pour Hebert: « Le propriétaire a déjà voulu vendre le terrain à la ville, au prix d'un terrain à bâtir ». La ville a donc « naturellement décliné », car il ne s'agit pas de terrain constructible. Avec la demande de permis de construire, le propriétaire veut ainsi augmenter la valeur de son terrain. Pour Hebert, « c'est une manœuvre pour mettre la parcelle au prix d'un terrain constructible ». Au prix d'un terrain agricole, la ville l'aurait, d'après Hebert, déjà acquis depuis longtemps.

Le site avait déjà été en danger lors du remembrement….À cette époque, de nombreux groupes sociaux avaient protesté. Beaucoup avaient exigé de la ville qu'elle construise un monument commémoratif approprié sur le site. »
Le mois suivant, le classement du site n'a que peu avancé:
« Jusqu'à présent, l'autorisation de construire sur le terrain de l'ancienne synagogue situé Starkenburgweg à Heppenheim n'a pas encore été décidée. Le bourgmestre Gerhard Heber (SPD) a précisé le 4 mars 2010, lors du conseil municipal, que « nous sommes en contact avec les services de l'urbanisme, des monuments commémoratifs et du remembrement, afin qu'ils tiennent compte de l'intérêt public, en raison de l'histoire de cette parcelle, avant de prendre une décision ». Malgré cette assurance, un groupe d'initiative s'est créé, pour la préservation du terrain. Parmi ses membres, on compte les communautés évangélique et catholique de Heppenheim, l'association historique de Heppenheim, et l'Agenda 21 local… Karl Härter, président de l'association historique a déjà lancé une pétition pour la préservation du site. Dans son argumentation, l'historien raconte l'histoire de la synagogue… Comme toutes les familles juives du chef-lieu de l'arrondissement avaient soit émigrées, soit été tuées dans les camps d'extermination, il n'existait plus après la guerre de communauté juive et la synagogue n'avait pas été reconstruite… »

### Le Cercle du silence
Une cérémonie se déroule le 9 novembre de chaque année à l'emplacement de la synagogue détruite. Le père Dirk Römer décrit la cérémonie qui s'est déroulée en 2007 : 
« Ce vendredi 9 novembre, les cloches de toutes les églises évangéliques et catholiques ont carillonné à partir de 21 heures pendant un quart d'heure, pour nous rappeler cet évènement incroyable dans l'arrondissement de la Bergstraße. Un cercle de silence œcuménique s'est réuni simultanément au mémorial de la synagogue incendiée (Starkenburgweg / Bensheimer Weg / Hermannstraße) et des victimes juives de Heppenheim de 1933 à 1945, éclairé par des cierges, afin de se souvenir de ce crime. Les assistants voulaient rappeler dans le silence, que le respect de Dieu, quelle que soit la religion à laquelle appartient le croyant, protège les hommes. Ce n'est pas sans raison que se trouve dans notre loi fondamentale la liberté religieuse, sous la protection particulière de l'État. La cérémonie s'est terminée par la lecture en hébreu du psaume 121, de la sourate 2.255 du Coran ainsi que par le chant collectif du canon  Seigneur, donne-nous la paix . »

### International Council of Christians and Jews
La maison d'habitation de la famille Buber, dans la Werléstrasse, est devenue en 1979, le siège international de International Council of Christians and Jews (ICCJ – Conseil International des Chrétiens et des Juifs), une organisation engagée dans le dialogue judéo-chrétien.